# Lijst van voetbalinterlands Cambodja - Oost-Timor (vrouwen)
Deze lijst van voetbalinterlands is een overzicht van alle officiële voetbalinterlands tussen de nationale vrouwenteams van Cambodja en Oost-Timor. De landen hebben tot nu toe drie keer tegen elkaar gespeeld. 

## Wedstrijden
| № | Plaats    | Datum           | Competitie                            | Wedstrijd             | Uitslag |
| - | --------- | --------------- | ------------------------------------- | --------------------- | ------- |
| 1 | Palembang | 30 juni 2018    | Zuidoost-Aziatisch kampioenschap 2018 | Cambodja − Oost-Timor | 12 − 0  |
| 2 | Imus      | 13 juli 2022    | Zuidoost-Aziatisch kampioenschap 2022 | Cambodja − Oost-Timor | 3 − 1   |
| 3 | Vientiane | 2 december 2024 | Zuidoost-Aziatisch kampioenschap 2024 | Cambodja − Oost-Timor | 3 − 0   |

## Samenvatting
| Competitie                       | Totaal gespeeld | Winst Cambodja | Gelijk | Winst Oost-Timor | Doelsaldo Cambodja – Oost-Timor |
| -------------------------------- | --------------- | -------------- | ------ | ---------------- | ------------------------------- |
| Zuidoost-Aziatisch kampioenschap | 3               | 3              | 0      | 0                | 18 − 1                          |
| Totaal                           | 3               | 3              | 0      | 0                | 18 − 1                          |